# DVDStyler
DVDStyler  — бесплатное мультиплатформенное программное обеспечение с открытым исходном кодом для проектирования и записи DVD-дисков с интерактивным меню. Есть возможность создавать масштабируемые векторные объекты, такие как эллипс, рамка, прямоугольник и текст. Программа поддерживает добавление субтитров и аудиодорожек, а также импорт графических файлов. Есть функция Drag-and-drop.
В версии 2.7 появилась возможность создания меню выбора эпизода.

## Возможности
- Кодирует файлы встроенными средствами.
- Автоматически меняет формат DVD на NTSC/PAL в зависимости от импортируемого видеофайла.
- Имеет готовые шаблоны для создания DVD меню, поддерживает вставку изображении в качества фона диска.
- Возможность поместить в диск несколько звуковых дорожек.
- Готовый проект можно записать на DVD диск или сохранить на жесткий диск.
- Поддерживает форматы AVI, MOV, MP4, MPEG, OGG, WMV, MPEG-2, MPEG-4, DivX, Xvid, MP2, MP3, AC-3. [5]
- Руководство пользователя доступно на 18-ти языках.

## Недостатки
- Антивирус ESET NOD32 определяет программу как зловредный файл. [6]